# Imidchloride

Strukturformel eines Imidchlorids mit blau markierter funktioneller Gruppe

Imidchloride (auch Imidsäurechloride, Imidoylchloride oder Carbonsäurechloridimide) sind eine Gruppe chemischer Verbindungen, welche die funktionelle Gruppe R1ClC=NR2 besitzen, wobei R1 und R2 dabei beliebige organische Reste oder Wasserstoff sein können. Sie sind Derivate von Carbonsäuren, ähneln den Carbonsäurechloriden und sind seit über 100 Jahren bekannt.

## Herstellung
Die Synthese von Imidchloriden kann durch Zugabe von Phosphorpentachlorid zu Carbonsäureamiden erfolgen:

## Verwendung
Imidchloride kommen in vielen organische Synthesen – wie zum Beispiel der Nitrilsynthese, Vilsmeier-Haack-Reaktion oder der Von-Braun-Rudolph-Synthese – als Ausgangsstoffe oder Zwischenprodukte vor.

### Nitrilsynthese
Sind die Amide, welche als Ausgangsstoffe für die Herstellung von Imidchloriden genutzt werden, am Stickstoff unsubstituiert, so entstehen nach der Ausbildung des Imidchlorids unter Abgabe von Chlorwasserstoff leicht Nitrile 1:

### Herstellung des Vilsmeier-Reagenz
Wird die Reaktion zur Herstellung eines Imidchlorids ausgehend von N,N-Dimethylformamid durchgeführt, so entsteht das Vilsmeyer-Reagenz, welches zum Beispiel für die wichtige Vilsmeier-Haack-Reaktion und damit unter anderem für die Vanillin-Herstellung benötigt wird:

## Reaktionen
Imidchloride reagieren mit zahlreichen Reagenzien. Nachfolgend sind einige dieser aufgeführt.

### Reaktion mit Wasser
Imidchloride bilden nach Zugabe von Wasser das entsprechende Amid zurück:

### Reaktion mit Schwefelwasserstoff
Unter Zugabe von Schwefelwasserstoff bilden Imidchloride das zum Amid korrespondierende Thionamid aus:

### Reaktion mit primären Aminen
Wird ein Äquivalent eines Imidchlorids mit zwei Äquivalenten eines primären Amins zur Reaktion gebracht, entstehen Amidine:

### Reaktion mit Chlorwasserstoff
Unter Zugabe von Chlorwasserstoff reagieren Imidchloride zu Iminiumchloridkationen: